# میلیون‌ضلعی
| یک میلیون‌ضلعی منتظم                                                                            | یک میلیون‌ضلعی منتظم |
| ---------------------------------------------------------------------------------------------- | ------------------- |
| اگر یک میلیون‌ضلعیِ منتظم حتی اگر به‌اندازهٔ زمین هم کشیده شود، به‌سختی از یک دایره قابل تمایز است. |                     |
| اضلاع و رأس‌ها                                                                                  | 1000000             |
|                                                                                                | 69                  |
|                                                                                                |                     |
|                                                                                                | 69                  |

## میلیون‌ضلعی منتظم
اندازهٔ زاویه‌های داخلیِ یک میلیون‌ضلعیِ منتظم، ۱۷۹٫۹۹۹۶۴ درجه است.
محیط یک میلیون‌ضلعیِ منتظم که داخل یک دایره به شعاع ۱ محاط شده‌است، برابر است با:
{\displaystyle 2000000\sin {\frac {\pi }{1000000}}}
که بسیار به {\displaystyle 2\pi } نزدیک است.
درواقع، برای یک دایره به‌اندازهٔ دایرهٔ محیطیِ زمین با محیط ۴۰٬۰۷۵ کیلومتر، اختلاف بین محیط میلیون‌ضلعی و دایره، کمتر از ۱/۱۶ میلیمتر است.